# Przasnysz
Przasnysz je město v severovýchodním Polsku v Mazovském vojvodství, sídlo stejnojmenného okresu. Leží nad řekou Węgierka, přibližně 90 kilometrů severně od Varšavy. V roce 2024 mělo 16 282 obyvatel, při rozloze 25 km² .